# Пропавший Капоне
«Пропавший Капоне» (англ. The Lost Capone) — американский телевизионный фильм 1990 года, режиссёра Джона Грэя, при участии Эрика Робертса и Эдриана Пасдара.

## Сюжет
В то время как Аль Капоне (Эрик Робертс) начинает свой путь от уличного бандита в Чикаго до американского «короля» преступности, его брат Джимми (Эдриан Пасдар) выбирает «справедливый» путь, с благословением отца оставляя Иллинойс и перебирается в маленький городок в Небраске, где он принимает псевдоним Ричард Харт, женится на учительнице Кэтлин, заводит детей и становится неподкупным городским служащим. Когда его эффективная борьба против незаконной торговли алкоголем начинает затрагивать интересы могущественного брата, Джимми выносят смертный приговор.